# Мехурин (тауншип, Миннесота)
Мехурин (англ. Mehurin) — тауншип в округе Лак-ки-Парл, Миннесота, США. На 2000 год его население составило 103 человека.

## География
По данным Бюро переписи населения США площадь тауншипа составляет 75,2 км², из которых 74,3 км² занимает суша, а 1,0 км² — вода (1,31 %).

## Демография
По данным переписи населения 2000 года здесь находились 103 человека, 44 домохозяйства и 33 семьи. Плотность населения —  1,4 чел./км². На территории тауншипа расположена 51 постройка со средней плотностью 0,7 построек на один квадратный километр. Расовый состав населения: 100,00 % белых.
Из 44 домохозяйств в 29,5 % воспитывались дети до 18 лет, в 68,2 % проживали супружеские пары, в 2,3 % проживали незамужние женщины и в 25,0 % домохозяйств проживали несемейные люди. 22,7 % домохозяйств состояли из одного человека, при том 4,5 % из — одиноких пожилых людей старше 65 лет. Средний размер домохозяйства — 2,34, а семьи — 2,67 человека.
24,3 % населения — младше 18 лет, 6,8 % — в возрасте от 18 до 24 лет, 27,2 % — от 25 до 44, 28,2 % — от 45 до 64, и 13,6 % — старше 65 лет. Средний возраст — 40 лет. На каждые 100 женщин приходилось 98,1 мужчин. На каждые 100 женщин старше 18 приходилось 110,8 мужчин.
Средний годовой доход домохозяйства составлял 30 625 долларов, а средний годовой доход семьи —  46 250 долларов. Средний доход мужчин —  10 625  долларов, в то время как у женщин — 15 000. Доход на душу населения составил 19 870 долларов. За чертой бедности находились 20,6 % семей и 26,5 % всего населения тауншипа, из которых 21,1 % младше 18 и 14,3 % старше 65 лет.